# Каса-де-Оро-Маунт-Гелікс (Каліфорнія)
Каса-де-Оро-Маунт-Гелікс (англ. Casa de Oro-Mount Helix) — переписна місцевість (CDP) в США, в окрузі Сан-Дієго штату Каліфорнія. Населення — 19 576 осіб (2020).

## Географія
Каса-де-Оро-Маунт-Гелікс розташована за координатами 32°45′50″ пн. ш. 116°58′8″ зх. д. / 32.76389° пн. ш. 116.96889° зх. д. (32.763970, -116.968797).  За даними Бюро перепису населення США в 2010 році переписна місцевість мала площу 17,75 км², уся площа — суходіл.

## Демографія
Згідно з переписом 2010 року, у переписній місцевості мешкали 18 762 особи в 6943 домогосподарствах у складі 5141 родини. Густота населення становила 1057 осіб/км².  Було 7249 помешкань (408/км²).
Расовий склад населення:
| - 79,3 % — білих - 5,9 % — чорних або афроамериканців - 3,2 % — азіатів - 0,5 % — вихідців з тихоокеанських островів - 0,5 % — корінних американців - 5,3 % — осіб інших рас |

До двох чи більше рас належало 5,3 %. Частка іспаномовних становила 17,2 % від усіх жителів.
За віковим діапазоном населення розподілялося таким чином: 21,0 % — особи молодші 18 років, 60,4 % — особи у віці 18—64 років, 18,6 % — особи у віці 65 років та старші. Медіана віку мешканця становила 45,4 року. На 100 осіб жіночої статі у переписній місцевості припадало 95,8 чоловіків;  на 100 жінок у віці від 18 років та старших — 93,6 чоловіків також старших 18 років.
Середній дохід на одне домашнє господарство  становив 103 667 доларів США (медіана — 80 196), а середній дохід на одну сім'ю — 116 550 доларів (медіана — 95 330). Медіана доходів становила 61 269 доларів для чоловіків та 60 150 доларів для жінок. За межею бідності перебувало 12,0 % осіб, у тому числі 12,7 % дітей у віці до 18 років та 7,7 % осіб у віці 65 років та старших.
Цивільне працевлаштоване населення становило 8883 особи. Основні галузі зайнятості: освіта, охорона здоров'я та соціальна допомога — 23,1 %, науковці, спеціалісти, менеджери — 17,4 %, роздрібна торгівля — 9,6 %, фінанси, страхування та нерухомість — 8,7 %.